# Okręg wyborczy Tangney
Okręg wyborczy Tangney (ang. Division of Tangney) – jednomandatowy okręg wyborczy do Izby Reprezentantów Australii, położony w południowej części Perth. Powstał w 1974, jego patronką jest Dorothy Tangney, pierwsza w historii kobieta wybrana do Senatu Australii. 

## Lista posłów
| okres urzędowania | poseł            | przynależność                                                |
| ----------------- | ---------------- | ------------------------------------------------------------ |
| 1974-1975         | John Dawkins     | Australijska Partia Pracy                                    |
| 1975-1977         | Peter Richardson | Liberalna Partia Australii (1975-1977) Partia Postępu (1977) |
| 1977-1983         | Peter Shack      | Liberalna Partia Australii                                   |
| 1983-1984         | George Gear      | Australijska Partia Pracy                                    |
| 1984-1993         | Peter Shack      | Liberalna Partia Australii                                   |
| 1993-2004         | Daryl Williams   | Liberalna Partia Australii                                   |
| od 2004           | Dennis Jensen    | Liberalna Partia Australii                                   |

źródło: 